# Ranjenica
Ranjenica (lat. Tripodion) je monotipski biljni rod iz porodice mahunarki rasprostranjen po čitavom Mediteranu. Donedavnopriznate dvije vrste jednogodišnjeg bilja i trajnica., od kojih je jedna uklopljena u rod Hammatolobium.
danas mu je jedini predstavnik Tripodion tetraphyllum, hrvatski nazivana četvorolistna ranjenica, ranovka četirlistna, ili jednostavno  ranjenica.

## Vrste
1. Tripodion tetraphyllum (L.) Fourr.

- Tripodion kremerianum (Coss.) Lassen sinonim za Hammatolobium kremerianum (Coss.) C.Muell.

## Sinonimi
- Ludovicia Coss.
- Physanthyllis Boiss.